# Sabulodes subopalaria
Sabulodes subopalaria là một loài bướm đêm trong họ Geometridae.